# Wesmaelius schwarzi
Wesmaelius schwarzi is een insect uit de familie van de bruine gaasvliegen (Hemerobiidae), die tot de orde netvleugeligen (Neuroptera) behoort. 
Wesmaelius schwarzi is voor het eerst wetenschappelijk beschreven door Banks in 1903.